# آلان جيسوا
آلان جيسوا (بالفرنسية: Alain Jessua )‏ (و. 1932 – 2017 م) هو مخرج أفلام، وكاتب سيناريو، ومنتج أفلام، وكاتب، ومؤلفو موسيقى تصويرية فرنسي، ولد في باريس، توفي في إفرو، عن عمر يناهز 85 عاماً.

## وصلات خارجية
- آلان جيسوا على موقع IMDb (الإنجليزية)
- آلان جيسوا على موقع مونزينجر (الألمانية)
- آلان جيسوا على موقع ألو سيني (الفرنسية)
- آلان جيسوا على موقع تيرنر كلاسيك موفيز (الإنجليزية)
- آلان جيسوا على موقع أول موفي (الإنجليزية)
- آلان جيسوا على موقع قاعدة بيانات الأفلام السويدية (السويدية)
- آلان جيسوا على موقع ديسكوغز (الإنجليزية)
- آلان جيسوا على موقع قاعدة بيانات الفيلم (الإنجليزية)
- آلان جيسوا على موقع كينوبويسك (الروسية)